# Lotnik Warszawa
WKS Lotnik Warszawa (pełna nazwa: Wojskowy Klub Sportowy „Lotnik” Warszawa) – wielosekcyjny klub sportowy założony w Warszawie w 1951. Rozwiązany w 1975 roku 

## Historia
Klub prowadził sekcje hokeja na lodzie, judo, lekkiej atletyki, pięcioboju nowoczesnego, rugby, siatkówki, strzelectwa oraz piłki nożnej. Piłkarska drużyna Lotnika przez dwa sezony (1952 i 1953) grała w II lidze, zajmując odpowiednio 2. i 5. miejsce. Po sezonie 1953 została wycofana z rozgrywek w zw. z reorganizacją struktur klubów wojskowych. Jesienią 1962 sekcja piłki nożnej została połączona z sekcją klubu Okęcie Warszawa.
Wśród czołowych zawodników Lotnika można wymienić m.in. braci Leszka i Mirosława Wodzyńskich czy pięcioboistę Janusza Pyciaka-Peciaka. Klub został rozwiązany w roku 1975 i połączony z Legią Warszawa. Wśród argumentów postawionych przy likwidacji była niemożność istnienia dwóch wojskowych klubów w jednym mieście.